# Рамадан, Мохамед
Моха́мед Рамада́н Махму́д Хиджа́зи (араб. محمد رمضان محمود حجازي‎; род. 23 мая 1988, Кена, Египет) – египетский актёр и певец.

## Биография
Мохаммед Рамадан начал сниматься ещё в школе. За свою жизнь он уже трижды подряд получал награду за величайший национальный талант – беспрецедентное достижение. Он начал свою карьеру с небольших ролей в телесериалах, таких как "Золушка", пока не сделал большой прорыв в фильме Юсри Насраллы "Эки я Шаразад" (Скажи мне, Шахразад). Затем он стал сниматься в фильмах египетских продюсеров Мохаммеда и Ахмеда Эль-Собки, что сделало его одним из самых популярных актёров на Ближнем Востоке. Мохаммед Рамадан, пожалуй, единственный египетский актёр, которого похвалил исполнитель Омар Шариф, заявивший, что он выбрал Мохаммеда для увековечения своего актёрского наследия.

## Критика
21 ноября 2020 года Министерство иностранных дел Израиля поделилось фотографией Рамадана с эмиратским футболистом Диа Сабой и певцом Омером Адамом на вечеринке на крыше в Дубае. Этот инцидент произошёл через несколько месяцев после того, как Израиль подписал соглашения о нормализации отношений с Объединёнными Арабскими Эмиратами и Бахрейном, которые вызвали осуждение арабов в социальных сетях, обвинив Рамадана в том, что он "сионист". Египетско-израильские отношения оставались охлажденными с момента подписания мирного договора в 1979 году.

## Личная жизнь
В 2012 году женился на Несрин Эль Сайед Абд Эль Фаттах и имеет троих детей: Али, Ханина и Кенза.

## Фильмография

### Фильмы
• Ehky ya Chahrazade (2009)
- Awlad Al-Shareware' (2006)
- El Almany (2011)
- Abdo Mota (2012)
- Sa'a We Nos (2012)
- Hassal Kher (2012)
- Qalb El-Assad (2013)
- Wahed Sa'idy (2014)
- Shadd Agzaa (2015)
- El-Kenz (Часть 1) (2017)
- Jawab Ieteqal (2017)[5]
- Akher Deek Fe Masr (2017)
- Hassan Allam shabah (2018)
- el-Diesel (2018)[6][7]
- El-Kenz 2 (Часть 2) (2019)
- Sery lel 8aya (2020)[8][9]

### Сериалы
- El-Sharika (2012)
- Ibn Halal (2014)
- Al Ostoura (2016)
- Nesr el-Saeed (2018)
- Zelzal (2019)
- Al Prince (2020)
- Mousa (2021)